# 拟蜘蛛兰属
拟蜘蛛兰属（学名：Microtatorchis），又名假蜘蛛蘭屬、微兰属，是兰科下的一个属，为附生兰。该属共有约50种，主要分布于伊里安岛及其邻近岛屿。中国有1种，产南方。
拟蜘蛛兰属现为带叶兰属的同种异名。

## 下属物种
- 拟蜘蛛兰 Microtatorchis compacta